# Mississippi Civil Rights Museum
Le Mississippi Civil Rights Museum est un musée consacré au Mouvement afro-américain des droits civiques dans le Mississippi de 1945 à 1970.
Le musée, inauguré le 9 décembre 2017, est situé à Jackson.